# Borgo Adorno
Borgo Adorno, frazione di Cantalupo Ligure in alta val Borbera alle falde del Giarolo, sul torrente Besante, tributario del Borbera. 
Il paese nel basso medioevo era feudo della famiglia genovese degli Spinola fino al 1518, che costruirono nel 1100 il castello. Nel 1518 Tolomeo Spinola rimase senza eredi e passò in eredità all'amico Agostino Adorno, della famiglia genovese degli Adorno. Nel XVII il castello subì gravi danni in seguito a una frana e poco dopo venne costruito nelle forme signorili l'attuale castello e palazzo signorile Botta Adorno, tuttora di proprietà privata. Il castello ha un elegante portale in stile barocco ed una cappella dedicata alla santa Caterina Fieschi Adorno, pronipote di papa Innocenzo IV e moglie di Giuliano Adorno, vissuta a cavallo tra il XV e il XVI secolo. 
A Borgo Adorno si trova l'Azienda Agraria Sperimentale "Gian Paolo Guidobono Cavalchini" dell'Università degli Studi di Milano, che ha un allevamento di capre, rinnovato nel 2008, e conduce varie sperimentazioni e attività scientifiche e didattiche.